# Athanasia adenantha
Athanasia adenantha là một loài thực vật có hoa trong họ Cúc. Loài này được (Harv.) Källersjö mô tả khoa học đầu tiên năm 1991.

## Đặc điểm
Athanasia adenantha là một loài cây bụi trong họ Cúc. Chúng là loại cây quả bế.
Cơ sở dữ liệu EOL mô tả 7 thuộc tính của loài này, bao gồm:
- có tế bào đa bào
- là loại cây ra quả bế
- chủ yếu phân bố ở Nam Phi
- là loài cây bụi
- có khả năng tạo ra oxy
- là loài quang tự dưỡng